# Royal Blue (train)
Le Royal Blue est un train appartenant à Baltimore and Ohio Railroad (B&O), le train phare de passagers entre New York et Washington DC aux États-Unis à partir de 1890. L'entreprise B&O de Baltimore a également utilisé le nom entre 1890 et 1917 pour l'amélioration du service de passagers entre New York et Washington qui a été lancée dans les années 1890, collectivement surnommée le Royal Blue Line. Utilisant des variantes telles que le Royal Limited et Royal Special pour les trains Royal Blue individuels, B&O a exploité le service en partenariat avec la Reading Railroad et The Central Railroad of New Jersey. Les principales illes intermédiaires desservies étaient Philadelphie, Wilmington et Baltimore. Plus tard, comme l'Europe chancela en raison du carnage de la première Guerre mondiale et que les connotations de la royauté européenne étaient tombés en disgrâce, B&O a discrètement omis la Royal Blue Line de son service de passagers de New York et le Royal Blue a disparu de la programmation de B&O. À partir de 1917, les anciens trains Royal Blue Line ont été renommés : le Royal Limited (inauguré le 15 mai 1898), par exemple, est devenu le National Limited, qui continue vers l'ouest de Washington à Saint-Louis par l'intermédiaire de Cincinnati. Durant la Grande Dépression, B&O renvoie à la paisible ère pré-première Guerre mondiale quand il a lancé le Royal Blue entre New York et Washington en service passager en 1935. B&O a finalement abandonné le nord de Baltimore le 26 avril 1958, et le Royal Blue a disparu de l'histoire.
Historien de Railroad, Herbert Harwood a déclaré  dans son histoire du service : « D'abord conçu à l'époque victorienne afin de promouvoir une nouvelle ligne de chemin de fer... il était en effet l'une des images les plus mémorables de l'entreprise de transport, à la fois majestueux et mystique... Royal Blue Line... Royal Blue Trains... le Royal Blue signifiait des choses différentes à des moments différents, mais ils ont tous essentiellement symbolisé une chose : la voie royale de B&O,. » Entre les années 1890 et la première Guerre mondiale, six trains quotidiens Royal Blue de B&O naviguant entre New York et Washington ont été remarqués pour leur luxe, leur élégance et leur vitesse. Les intérieurs de voitures ont été lambrissés en acajou, avaient des vestibules entièrement clos (à la place de plates-formes ouvertes, encore largement en usage à ce moment sur les chemins de fer américains), disposaient du chauffage et de l'éclairage moderne et de vitraux. Les extérieurs de la voiture ont été peints d'une "Royal-Saxony blue" qui est une couleur profonde et des garnitures en feuille d'or ont été ajoutés.
L'utilisation par B&O de l'électrification au lieu de la puissance de la vapeur dans un tunnel de Baltimore avec le Royal Blue Line commença en 1895 et a marqué la première utilisation de locomotives électriques sur un chemin de fer américain et présageait l'aube des pratiques alternatives à la vapeur durant le XXe siècle. Stimulé par une concurrence intense de Pennsylvania Railroad, le leader du chemin de fer dans le marché lucratif de New York-Washington depuis les années 1880, c'est au milieu des années 1930 que la réincarnation du Royal Blue a été remarqué avec un certain nombre d'innovations technologiques, tel que la rationalisation ou la première locomotive diesel non-articulée pour un train de passagers aux États-Unis. Ce fut l'un des premiers signes de l'éventuelle disparition de la locomotive à vapeur.

## Histoire

### 1880–1918

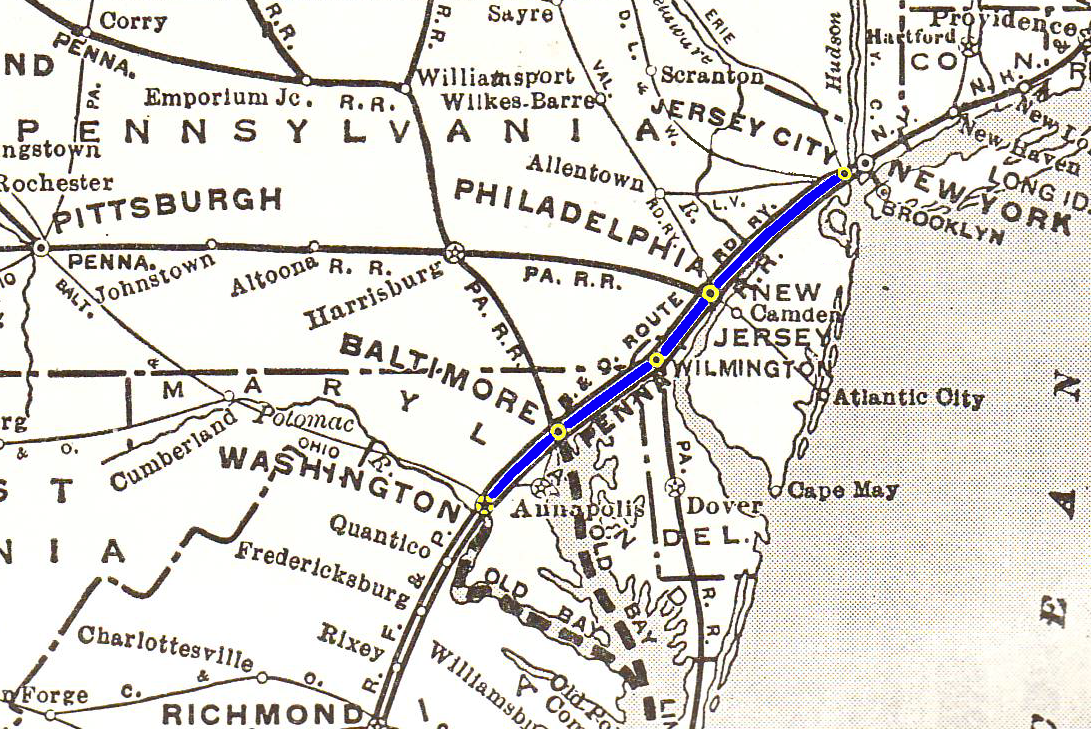
La route du Royal Blue (en bleu)

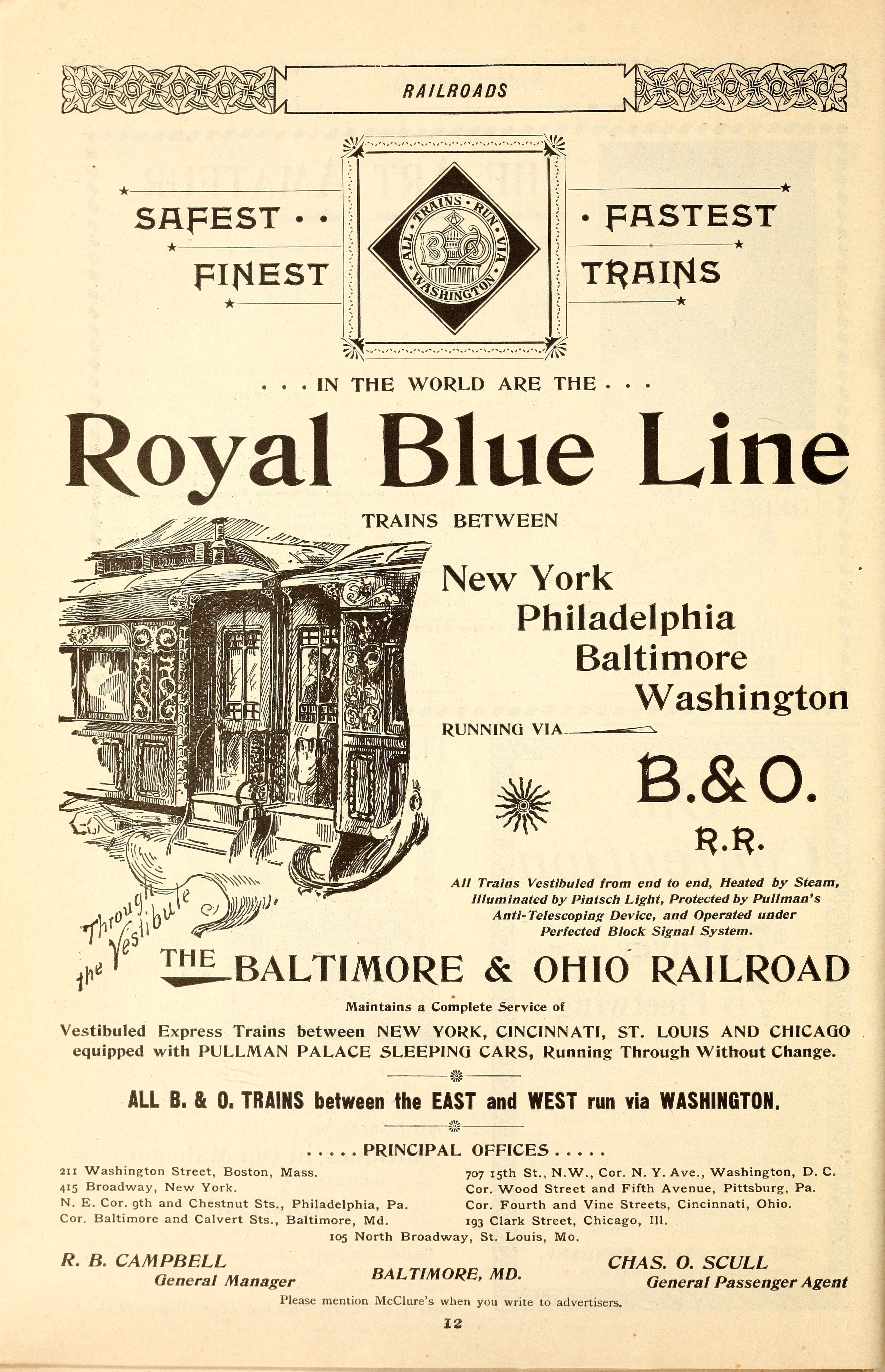
Publicité tirée du McClure's Magazine. Numéro de janvier 1896.

Avant 1884, B&O et Pennsylvania Railroad, basé à Philadelphie, utilisaient les chemins de fer indépendants comme celui de Philadelphie, de Wilmington et de Baltimore Railroad (PW&B) entre Baltimore, Maryland, et Philadelphie, en Pennsylvanie, pour leurs marchandises et les passagers des trains de  New York-Washington. En 1881, la Pennsylvania Railroad a acheté une participation majoritaire dans le PW&B, et en 1884, il a interdit à B&O l'utilisation du PW&B pour atteindre Philadelphie.
B&O a ensuite construit une nouvelle ligne partant de Baltimore pour se connecter à Philadelphia Reading Railroad en Philadelphie. Les travaux ont été achevés en 1886. Les trains passagers de B&O ont utilisé les rails vers le nord de Philadelphie à Bound Brook, New Jersey, où les rails de la Central Jersey ont été utilisés pour atteindre le Communipaw Terminal à Jersey City et se connecter au ferry qui traverse le fleuve Hudson vers Manhattan en douze minutes.

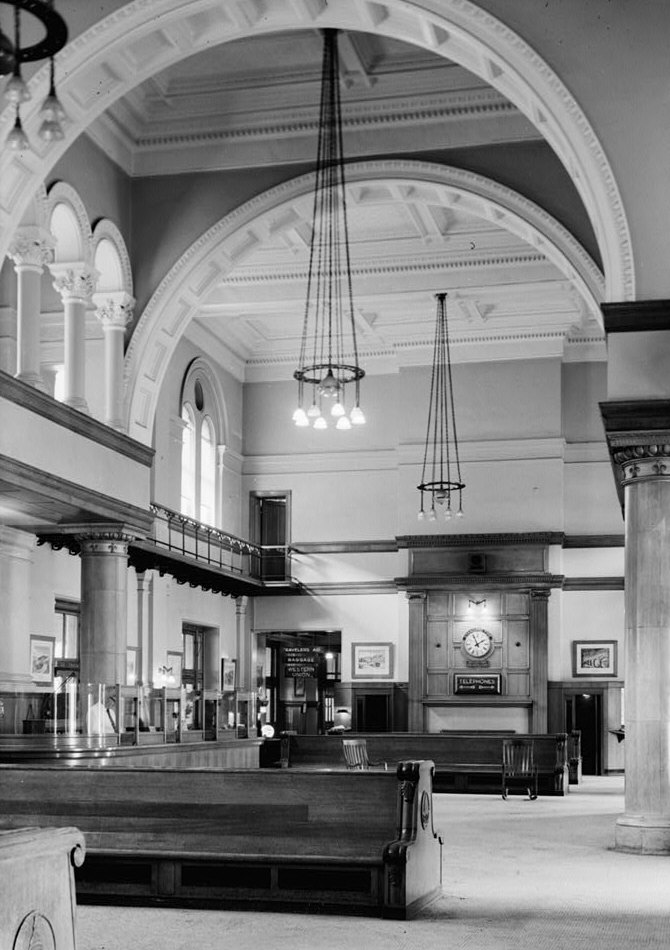
L'intérieur de la station Mount Royal.

La nouvelle route a présenté des problèmes à Baltimore, en raison d'un ferry qui était nécessaire afin de traverser le port entre Locust Point et Canton pour se connecter avec la direction de B&O Washington. La solution était la Baltimore Belt Line, qui comprenait un tunnel de  2,3 km de long sous Howard Street au centre-ville de Baltimore. Les travaux ont commencé sur le tunnel en 1891 et achevé le 1er mai 1895  lorsque le premier train a traversé le tunnel. Pour éviter les problèmes de fumée provenant des moteurs à vapeur, des ingénieurs ont travaillé à la mise à niveau du tunnel de Baltimore. B&O fut un pionnier concernant l'électrification des lignes principales des chemins de fer des États-Unis. Un système de troisième rail de tête a été installé dans le tunnel,. Une locomotive électrique a été tirée par un train Royal Blue dans le tunnel Howard Street le 27 juin 1895.
Le projet de B&O comprenait également la construction d'un deuxième terminal de passagers à Baltimore, la station Mount-Royal, à l'extrémité nord du tunnel Howard Street, dans le quartier à la mode Bolton Hill. Conçu par l'architecte E. Francis Baltimore Baldwin dans un mélange de style roman et de la Renaissance, la station a été construite avec du granit du Maryland et garni de calcaire de l'Indiana  avec un toit de tuiles rouges et un clocher emblématique de 46 mètres. L'intérieur de la station contient des mosaïques de marbre sur le plancher, une cheminée et des chaises à bascule. La station a été ouverte l'année suivante, le 1er septembre 1896. "Elle a été jugée", a déclaré le Baltimore Sun, "la station la plus splendide dans le pays, construite et utilisée par un seul chemin de fer." Cette évaluation a été partagée par l'historien de chemin de fer Lucius Beebe, qui a proclamé le Mount Royal : "l'une des stations de chemin de fer la plus célèbre du monde, se classant en notoriété avec la gare d'Euston, celle de Londres qui est théâtre de tant de départs de Sherlock Holmes, la Gare du Nord à Paris, et la forteresse féodale de la Pennsylvania Railroad au Broad Street en Philadelphie.

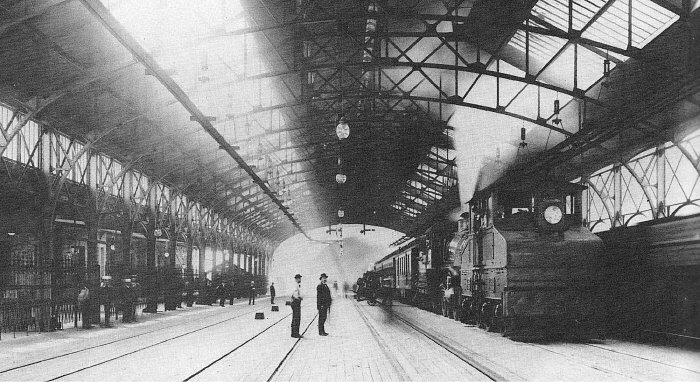
Locomotive électrique et locomotive à vapeur avec le Royal Blue à la station Mont-Royal en 1896

Même avant que le projet Baltimore Belt Line soit fini, B&O a lancé son service Royal Blue le 31 juillet 1890. Propulsé par 460 locomotives à vapeur ayant un diamètre de roues motrices exceptionnel de 198 cm pour la vitesse, le Royal Blue peut atteindre 145 km/h. Après que le projet Baltimore Belt Line ai été achevée, le temps de voyage entre New York et Washington a été réduit à cinq heures de trajet, comparativement à neuf heures dans les années 1860,.
Les trains ont été reconnus pour leur élégance et leur luxe. Les plafonds et les meubles rembourrés des voitures de société ont été couverts en bleu royal, et le wagon-restaurant "Queen and Waldorf" a été lambrissée en acajou et la cuisine a été élaborées par des chefs formés en France. Un article du magazine Railway Age à propos du Royal Blue se nomme "L'apogée dans la construction de wagon".

### 1918–1920

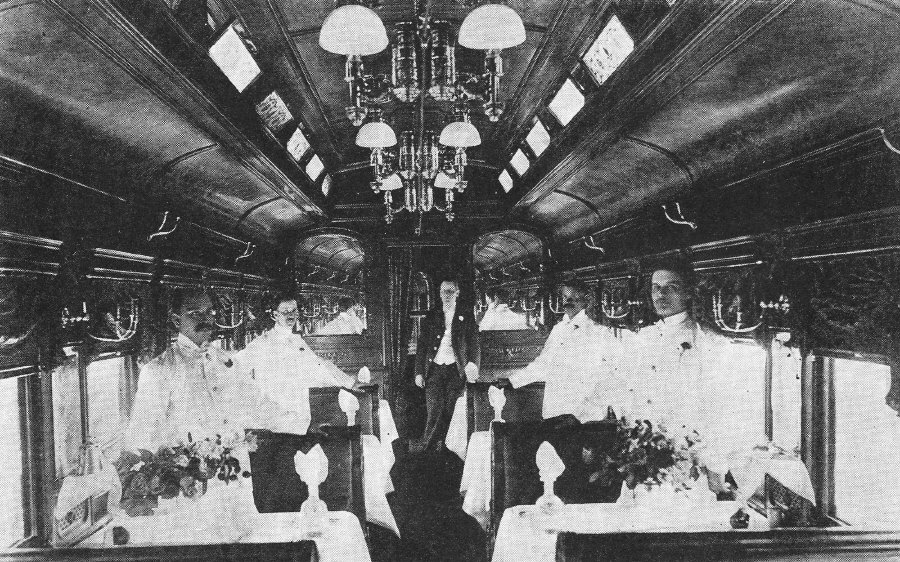
Wagon-restaurant nommé : "Queen" en 1895.

À la suite de l'entrée des États-Unis dans la Première Guerre mondiale, l'United States Railroad Administration (USRA) a ordonné à la Pennsylvania Railroad de permettre aux trains de passagers de B&O d'utiliser ses tunnels sous l'Hudson et la gare Pennsylvania Station à Manhattan à partir du 28 avril 1918, afin d'éviter d'inutiles ruptures de charges. Après la fin de la Première Guerre mondiale, la Pennsylvania Railroad continue d'autoriser la circulation des  trains de passagers de B&O à utiliser la gare Pennsylvania Station pendant encore huit ans. Le 1er septembre 1926, la Pennsylvania Railroad résilie son contrat avec B&O et les trains de celui-ci revient à l'utilisation du terminal de la Central Jersey à Jersey City. Les passagers ont ensuite été transférés vers des bus qui se sont réunis sur la droite de la plate-forme. Ces bus ont été transportés par l'Hudson à Manhattan et Brooklyn, où ils ont été affectés à diverses « stations » autour de la ville sur quatre itinéraires différents, y compris l'Hôtel Vanderbilt, Wanamaker, Columbus Circle, et le Rockefeller Center. Relié à Grand Central Terminal par un souterrain, il a été taillé dans le marbre et meublé avec des luminaires Art déco et des canapés en cuir. Cet arrangement se poursuivra jusqu'à la disparition éventuelle du Royal Blue en 1958.

### 1920-1958
À la fin des années 1930, Otto Kuhler conçoit une locomotive à vapeur à nez en forme de balle pour le Royal Blue train, connue sous le nom de « type Kuhler ».